# Li Jinglin
Li Jinglin, também conhecido como Li Fangchen (1885–1931) foi um inspetor-geral adjunto e depois general do exército da Camarilha de Fengtian. durante a era dos senhores da guerra chinesa. Ele era natural do Condado de Zaoqiang, província de Hebei, China. Após sua carreira militar, ele se estabeleceu em Nanjing, e em 1927 mudou-se para Xangai. Um espadachim renomado, ele era conhecido como "Primeira Espada da China".

## Carreira militar
Em 1924, durante a Segunda Guerra Zhili-Fengtian, Li estava comandando o Segundo Exército Fengtian que auxiliou Zhang Zongchang em sua vitória decisiva em Longku; o engajamento foi chamado de "provavelmente o confronto mais importante na derrota de Zhili." Em novembro, suas tropas ocuparam Tianjin, onde eles recolheram metade das forças de Wang Chengbin, e sob seu comando foi estabelecido um regime "repressivo e predatório" - especialmente notável é a extensão em que os comerciantes locais foram extorquidos. O 15º Regimento de Infantaria dos Estados Unidos, cuja missão era manter o Ferrovia Pequim-Mukden aberta, estava baseado em Tianjin, e pequenos escaramuços ocorreram entre as tropas dos EUA e as forças de Li. Assim como muitos outros senhores da guerra que governaram Tianjin, Li era membro da Gangue Verde. De dezembro de 1924 a dezembro de 1925, ele foi o administrador da província de Hebei.
Em 11 de agosto de 1925, quando trabalhadores recém-sindicalizados na Fábrica de Algodão Yu Da, de propriedade japonesa, em Tianjin, apresentaram demandas por condições melhores, foram detidos pela polícia militar implantada pelo senhor da guerra Li Jinglin. Os trabalhadores convocaram uma greve e causaram danos significativos à fábrica. Os trabalhadores perseguiram alguns dos policiais e forças de segurança da fábrica para o pátio da fábrica, lutando contra a polícia com picaretas e cortando as linhas telefônicas da fábrica. 10 pessoas foram mortas em uma emboscada policial no dia seguinte, com várias centenas sendo presas. Os distúrbios levaram a prisões, baixas e à subsequente supressão dos sindicatos por Li Jinglin, além de enviar a polícia para vigiar os sindicatos nas concessões estrangeiras de Tianjin.
Li Jinglin participou da Guerra Anti-Fengtian de 1925-1926.

## Artes marciais
Um dos apelidos de Li é "Espada Mágica".Sword". Ele demonstrou grande habilidade como espadachim e grande interesse em artes marciais, especialmente Wudang chuan. Li foi apelidado de "Primeira Espada da China" e "Deus da Espada". Ele era um especialista em uma variedade de técnicas de espada e mais tarde aprendeu Espada Wudang com Song Weiyi, um renomado espadachim que também ensinou Fu Zhensong. Suas técnicas de espada eram uma amalgamação dos antigos estilos Taoistas e dos mais recentes estilos de baguazhang.
Após sua carreira militar, ele abriu um centro de artes marciais em Nanquim, e tornou-se vice-presidente da Academia Nacional de Artes Marciais, também conhecida como Salão Central de Artes Marciais Nacionais (Zhongyang Guoshuguan), e agora chamada de Instituto Central de Guoshu. Por sua iniciativa, um tai chi estilo Yang foi formalizado, com Yang Chengfu como o mais importante dos colaboradores.